# Santiago van der Putten
Santiago Alberto van der Putten Campos (ur. 25 czerwca 2004 w San Rafael de Escazú) – kostarykański piłkarz pochodzenia holenderskiego występujący na pozycji środkowego obrońcy, od 2023 roku zawodnik Alajuelense.
Jego ojciec pochodzi z Holandii, zaś matka z Kostaryki.